# Zjednoczenie Socjalistyczne Polskie
Zjednoczenie Socjalistyczne Polskie – organizacja proletariatu polskiego w Rosji, założona w marcu 1917 r. w Charkowie. Skupiała robotników SDKPiL, PPS-Lewicy, PPS-Frakcji Rewolucyjnej i bezpartyjnych. Postulowała zasadnicze przemiany demokratyczne.
Pierwsze ZSP powstało w Charkowie. Na wiecu robotników polskich, 3 marca 1917 r., powołano komitet organizacyjny pod przewodnictwem członka PPS-Lewicy Romana Jabłonowskiego, wychodźcy z Łomży, absolwenta Uniwersytetu Jagiellońskiego, nauczyciela gimnazjum polskiego w Charkowie. W warunkach rewolucji okres organizacyjny trwał zaledwie jeden dzień. 4 marca zwołany przez Komitet Organizacyjny wiec, który zgromadził ponoć 1000 osób, wybrał Komitet Robotniczy Polski, jako kierownictwo nowo powstałej organizacji. Wybranie instancji kierowniczej na wiecu świadczy, że organizacja pretendowała do roli reprezentacji ogółu robotników polskich. Rzeczywiście § 1 statutu Zjednoczenia głosi, że „ZSP jest organizacją łączącą wszystkie żywioły socjalistyczne na emigracji w Rosji dla ochrony całokształtu interesów proletariatu polskiego miejskiego i wiejskiego”. Przywódcy nie traktowali zresztą Zjednoczenia jako wytworu specyficznych warunków emigracyjnych, sądzili, że po repatriacji stanie się ono ośrodkiem koncentracji całego polskiego ruchu socjalistycznego i zlikwiduje jego dotychczasowe rozbicie. Komitet Robotniczy Polski, ustalając na pierwszym swym posiedzeniu nazwę organizacji: Zjednoczenie Socjalistyczne Polskie w Charkowie, stwierdził, że postępuje zgodnie ze swym celem utworzenia w przyszłości jednej, wspólnej polskiej partii robotniczej. Organem Komitetu Robotniczego Polskiego została „Jedność Robotnicza”, która niebawem osiągnęła nakład 8000 egzemplarzy. Platforma polityczna Zjednoczenia miała charakter rewolucyjno-demokratyczny i narodowowyzwoleńczy. Konkretne postulaty ZSP składały się na program przeobrażeń demokratycznych. Status ZSP w części programowej wyliczał: wolność zebrań, słowa, prasy, stowarzyszania się i strajków, czteroprzymiotnikowe prawo głosowania do jednoizbowego parlamentu, bezpłatne nauczanie, oddzielenie kościoła od państwa i szkoły od kościoła, obieralność sędziów, zamianę stałego wojska na milicję. Dla robotników postulowało ZSP ośmiogodzinny dzień roboczy, zakaz pracy nocnej, pofajerantowej i akordowej, płatne urlopy, ubezpieczenie na starość, od niezdolności do pracy i bezrobocia, zniesienie kar, ustanowienie sądów rozjemczych. Ogólnikowo sformułowano postulat reform agrarnych: „Stosunki rolne uregulować w myśl interesów proletariatu małorolnego i bezrolnego”. Zjednoczenie Socjalistyczne rosło niezwykle szybko. Niebawem utworzyło 9 dzielnic w Charkowie, nawiązało łączność organizacyjną z bratnimi stowarzyszeniami na Ukrainie i nad Wołgą. Przyjęły one jego nazwę i program, a organ charkowskiego ZSP – „Jedność Robotniczą” – uznały za własny. 
Podczas I konferencji ZSP – 26 marca 1917 r. (8 kwietnia 1917) – poza Charkowem przysłały swych delegatów tylko dwa stowarzyszenia terenowe (w Sławiańsku i Czugujewie, następne 4 były w stadium organizacyjnym: w Kijowie, Odessie, Jekaterynosławiu i Saratowie). Na II konferencji, 4-7 czerwca, reprezentowanych było 5000 członków z 16 miejscowości. W czerwcu 1917 Zjednoczenie Socjalistyczne osiągnęło swój najwyższy stan organizacyjny – miało swe placówki poza Charkowem: w Kijowie, Jekaterynosławiu, Kriemienczugu, Kazaniu, Woroneżu, Ługańsku, Berdiańsku, Czugujewie, Sławiańsku, Iziumie, Homlu, Jekaterynodarze, Taganrogu, Kamienskoje, Aleksandrowsku, Drużkówce i Mińsku. Zjednoczenia powstały w Sartanie i na stacji Osnowa wśród robotników zatrudnionych w fabryce Towarzystwa Rosyjsko-Francuskiego. Większość członków ZSP – podobnie jak we wszystkich stowarzyszeniach tego typu – nie należała dotychczas do żadnej organizacji socjalistycznej. Czołową rolę w Zjednoczeniu odgrywał jednak miejscowy aktyw socjalistyczny o określonej przynależności lub przynajmniej sympatiach partyjnych. Jego koneksje polityczne decydowały o obliczu poszczególnych placówek terenowych. 
Od sierpnia 1917 r. ze ZSP zaczęły występować organizacje SDKPiL i PPS-Lewicy, co doprowadziło do stopniowego rozpadania się ZSP. Późną jesienią 1917 r. wystąpiło wyraźne zróżnicowanie politycznego oblicza organizacji Zjednoczenia i ujawniły się pierwsze oznaki kryzysu wewnętrznego zagrażającego istnieniu ZSP. III ogólna konferencja międzymiastowa zebrała się 27 sierpnia (9 września) 1917 r. Prace jej trwały dwa dni. Zjednoczenie było już poważnie osłabione. Delegaci reprezentowali 14 miast - 3290 członków, co oznaczało spadek o 1/3 w porównaniu z II konferencją. Pięć organizacji nie przysłało swoich przedstawicieli, z pozostałymi kierownictwo nie utrzymywało kontaktu. Na porządku dziennym figurowała sprawa określenia charakteru ZSP – niemal już tradycyjna dla wszystkich konferencji Zjednoczenia. Rozwinęła się dyskusja czy w ogóle należy utrzymać ZSP. Jabłonowski (aktywista PPS-Lewicy z Charkowa) poparty przez Danieluka (działacz SDKPiL z Czugujewa) postawił wniosek o przekształcenie Zjednoczeń w kluby robotnicze, prowadzące pracę kulturalno-oświatową, pozostawiając pracę polityczną grupom partyjnym. Wniosek odrzucono 14 głosami przeciwko 6, przy 4 wstrzymujących się (na wyniku głosowania zaciążyło odejście większości esdekapeilowców). Za rezolucją Żarskiego, postulującej utrzymanie ZSP „jako organizacji politycznej proletariatu polskiego na emigracji w Rosji”, głosowało 16 delegatów. W odpowiedzi delegaci należący do PPS-Lewicy i nieliczni obecni na konferencji esdekapeilowcy bądź od razu złożyli oświadczenie, że występują z ZSP, bądź też odwołali się do swoich organizacji dla zaaprobowania tego rodzaju decyzji. Groziło to Zjednoczeniu przekształceniem się w organizację „fracką”, lecz tym samym straciło by ono rację bytu. Wobec takiej perspektywy 14 głosami przy 4 wstrzymujących się i jednym zaledwie sprzeciwie przyjęto uchwałę o rozwiązaniu ZSP. Ostatni, 25 numeru „Jedności Robotniczej”, wydała w połowie września Komisja Likwidacyjna ZSP. Nieliczne tylko Zjednoczenia przetrwały III konferencję, należało do nich ZSP w Mińsku, nie utrzymujące dotychczas ściślejszej więzi z trzonem organizacyjnym w Charkowie, pozostałe usiłowały na ogół utrzymać placówkę pracy masowej zmieniając jej charakter.